# Oeceoclades spathulifera
Oeceoclades spathulifera är en orkidéart som först beskrevs av Joseph Marie Henry Alfred Perrier de la Bâthie, och fick sitt nu gällande namn av Leslie Andrew Garay och Peter Geoffrey Taylor. Oeceoclades spathulifera ingår i släktet Oeceoclades och familjen orkidéer. Inga underarter finns listade i Catalogue of Life.